# Nyakszirti izom

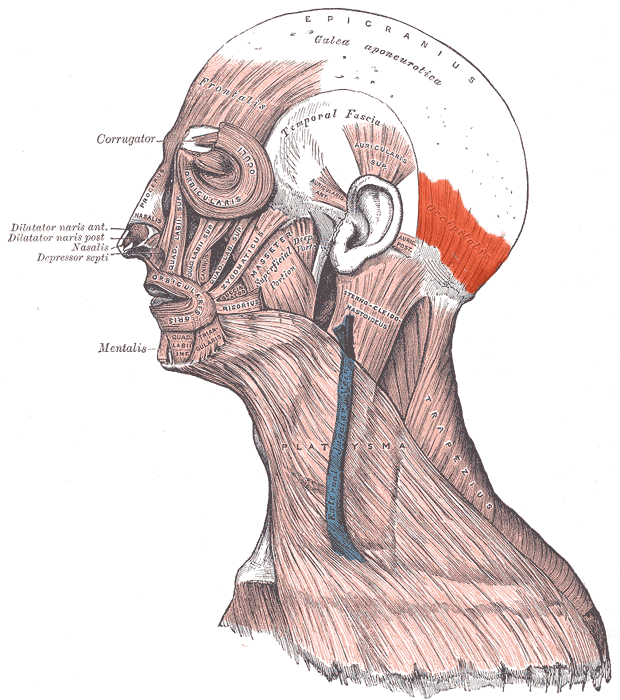
Az arc izmai (a nyíl jelöli a nyakszirti izmot)

A nyakszirti izom (latinul musculus occipitalis) egy izom az ember fején. 

## Eredés, tapadás, elhelyezkedés
A koponya hátsó részén, a nyakszirtcsonton (os occipitale) található. A homlokizommal (musculus frontalis) egy lapos ínon a fejtető sisakon (galea aponeurotica) keresztül összeköttetésben van, így képesek a fejbőrt előre (homlokizom) és hátra (nyakszirti izom) mozgatni. A tarkóvonal külső felén ered, felül a fejsisak nevű szövetképződményhez tapad.

## Funkció
A fejbőrt mozgatja hátra.

## Beidegzés, vérellátás
A nervus auricularis posterior idegzi be, az arteria occipitalis látja el vérrel.

## Külső hivatkozások
- Leírások